# پراپسبرگ (ویرجینیای غربی)
پراپسبرگ (به انگلیسی: Propstburg) یک منطقهٔ مسکونی در ایالات متحده آمریکا است که در شهرستان پندلتن، ویرجینیای غربی واقع شده‌است.